# Brandenburgse voetbalbond
De Brandenburgse voetbalbond (Duits: Verband Brandenburgischer Ballspielvereine) was een regionale voetbalbond in Duitsland voor de hoofdstad Berlijn en de provincie Brandenburg.
De bond werd in 1911 opgericht na een fusie tussen de Berlijnse voetbalbond (VBB), Markse voetbalbond (MFB) en de Berlijnse atletiekbond (VBAV).

## Geschiedenis

### Oprichting

Gebied van de Brandenburgse voetbalbond in het rood

Tot 1911 waren er talrijke voetbalbonden in Berlijn. De Duitse voetbalbond (DFB) liet van de sterkste bonden de kampioenen toe tot de nationale eindronde, maar hieraan kwam een einde in 1911 toen de DFB nog maar één club zou toelaten en de bonden aanmaande om te fusioneren.
De drie grootste bonden fusioneerden, maar dit zorgde voor spanningen omdat de VBB sterker was dan de andere twee en dus meer clubs mocht afvaardigen in het nieuwe voetbalseizoen. Hierdoor sloten niet alle clubs zich bij de nieuwe bond aan.
De eerste klasse werd in twee groepen van negen clubs verdeeld. Alle negen clubs van de voormalige VBB die in 1910/11 in de hoogste klasse speelden kwalificeerden zich (Viktoria 89, Preussen, Union 92, Hertha 92, Britannia 92, Alemannia 90, Berliner BC, Minerva 93 und Tennis Borussia). Van de MFB plaatsten zich de drie beste clubs Tasmania 1900, Norden-Nordwest en Vorwärts 90. Van de VBAV plaatste zich enkel kampioen Berliner Sport-Club.
De overgebleven zeven plaatsen werden via kwalificatie verdeeld. Deelnamegerechtigd waren de bestgeplaatste clubs uit de vier reeksen tweede klassen van de VBB waarvan zich de vier kampioenen (Rapide 93, Charlottenburg Triton, Favorit 96 en Concordia 95) alsook twee vicekampioenen (Union Charlottenburg en Germania 88) plaatsten. Van de MFB namen Viktoria Spandau en Germania 04 Spandau deel, waarvan enkel Viktoria zich kon plaatsen. Van de VBAV konden beide clubs SC Charlottenburg en Westen 05 Charlottenburg zich niet plaatsen.

### Einde
Nadat de NSDAP aan de macht kwam in 1933 werden alle regionale voetbalbonden ontbonden.

## Overzicht kampioenen
Clubs in het vet werden ook Duits landskampioen.
| Seizoen | Kampioen                    | Vicekampioen                |
| ------- | --------------------------- | --------------------------- |
| 1912    | BFC Preußen 1894            | Berliner FC Viktoria 1889   |
| 1913    | Berliner FC Viktoria 1889   | Berliner BC 03              |
| 1914    | Berliner BC 03              | BFC Hertha 92               |
| 1915    | BFC Hertha 92               | Berliner BC 03              |
| 1916    | Berliner FC Viktoria 1889   | BFC Hertha 92               |
| 1917    | BFC Hertha 92               | SC Union 06 Oberschöneweide |
| 1918    | BFC Hertha 92               | BFC Berolina 1885           |
| 1919    | Berliner FC Viktoria 1889   | SV Norden-Nordwest Berlin   |
| 1920    | SC Union 06 Oberschöneweide | SC Wacker 04 Tegel          |
| 1921    | Vorwärts Berlin             | BFC Preußen 1894            |
| 1922    | SV Norden-Nordwest Berlin   | SC Charlottenburg           |

| Seizoen | Kampioen                    | Vicekampioen              |
| ------- | --------------------------- | ------------------------- |
| 1923    | SC Union 06 Oberschöneweide | Vorwärts Berlin           |
| 1924    | BTuFC Alemannia 1892        | SV Norden-Nordwest Berlin |
| 1925    | Hertha BSC Berlin           | BTuFC Alemannia 1892      |
| 1926    | Hertha BSC Berlin           | SV Norden-Nordwest Berlin |
| 1927    | Hertha BSC Berlin           | BSC Kickers 1900          |
| 1928    | Hertha BSC Berlin           | Tennis Borussia Berlin    |
| 1929    | Hertha BSC Berlin           | Tennis Borussia Berlin    |
| 1930    | Hertha BSC Berlin           | Tennis Borussia Berlin    |
| 1931    | Hertha BSC Berlin           | Tennis Borussia Berlin    |
| 1932    | Tennis Borussia Berlin      | SC Minerva 93             |
| 1933    | Hertha BSC Berlin           | Berliner FC Viktoria 1889 |

## Seizoenen eerste klasse
De clubs van het Pommers voetbalkampioenschap, die vanaf 1930/31 bij de Brandenburgse voetbalbond zijn hierin niet opgenomen.
| Club                             | /22 | Seizoenen (1911-1933)                      |
| -------------------------------- | --- | ------------------------------------------ |
| Hertha BSC                       | 21  | 1911-1919, 1920-1933                       |
| BFC Preußen 1894                 | 20  | 1911-1919, 1920-1923, 1924-1933            |
| SC Minerva 93 Berlin             | 20  | 1911-1924, 1926-1933                       |
| Berliner TuFC Viktoria 1889      | 19  | 1911-1920, 1921-1924, 1926-1933            |
| SC Union 06 Oberschöneweide      | 19  | 1914-1933                                  |
| Tennis Borussia Berlin           | 18  | 1911-1912, 1914-1919, 1920-1922, 1923-1933 |
| SV Norden-Nordwest Berlin        | 18  | 1911-1912, 1913-1914, 1917-1933            |
| Berliner FC Vorwärts 1890        | 16  | 1911-1927                                  |
| Berliner SV 92                   | 15  | 1917-1919, 1920-1933                       |
| Berliner TuFC Union 1892         | 15  | 1911-1918, 1919-1927                       |
| Berliner TuFC Alemannia 90       | 14  | 1911-1913, 1917-1929                       |
| SC Wacker 04 Tegel               | 14  | 1917-1918, 1919-1920, 1921-1933            |
| Spandauer SVgg 94/95             | 12  | 1921-1933                                  |
| Potsdamer Sport-Union 04         | 11  | 1917-1918, 1921-1928, 1929-1932            |
| SC Charlottenburg                | 10  | 1918-1927, 1928-1929                       |
| VfB Pankow                       | 10  | 1918-1925, 1930-1933                       |
| Weißenseer FC 1900               | 9   | 1918-1919, 1922-1926, 1927-1931            |
| SC Tasmania 1900 Neukölln        | 8   | 1911-1913, 1921-1922, 1925-1929, 1930-1931 |
| Berliner FC Kickers 1900         | 8   | 1923-1931                                  |
| BV 06 Luckenwalde                | 8   | 1922-1925, 1927-1930, 1931-1933            |
| Berliner BC 03                   | 7   | 1911-1918                                  |
| BFC Berolina 1885                | 7   | 1913-1920                                  |
| 1. FC Neukölln                   | 6   | 1925-1930, 1931-1932                       |
| Neuköllner FC Südstern 08        | 6   | 1923-1924, 1928-1933                       |
| Berliner FC Meteor 06            | 5   | 1922-1923, 1925-1927, 1930-1932            |
| BFC Wedding                      | 4   | 1926-1927, 1929-1930, 1931-1933            |
| Polizei SV Berlin                | 4   | 1926-1927, 1929-1932                       |
| SpVgg Blau-Weiß Berlin           | 4   | 1927-1928, 1930-1933                       |
| Adlershofer BC 08                | 4   | 1928-1930, 1931-1933                       |
| Berliner TuFC Britannia 1892     | 3   | 1911-1914                                  |
| Berliner SC Favorit 96           | 3   | 1911-1912, 1917-1919                       |
| BBC Brandenburg 92               | 3   | 1921-1923, 1924-1925                       |
| Spandauer SC 1899                | 3   | 1922-1923, 1924-1926                       |
| Berliner FC Germania 1888        | 2   | 1911-1912, 1917-1918                       |
| Charlottenburger Triton          | 2   | 1911-1912, 1917-1918                       |
| Spandauer SC Germania 1895       | 2   | 1918-1920                                  |
| Berliner FC Nord 08              | 2   | 1921-1922, 1923-1924                       |
| SC Alemannia 06 Haselhorst       | 2   | 1925-1926, 1928-1929                       |
| RFC Halley-Concordia 1910        | 2   | 1929-1931                                  |
| VfB Luckenwalde                  | 1   | 1917-1918                                  |
| SC Preußen Spandau               | 1   | 1918-1919                                  |
| Berliner Sport-Club              | 1   | 1911-1912                                  |
| Berliner FC Concordia 95         | 1   | 1911-1912                                  |
| FC Viktoria Spandau              | 1   | 1911-1912                                  |
| BFC Rapide 93 Wedding            | 1   | 1911-1912                                  |
| FC Union Charlottenburg 1898     | 1   | 1911-1912                                  |
| Berliner FV 1910                 | 1   | 1921-1922                                  |
| Berliner SC Bavaria 09           | 1   | 1921-1922                                  |
| SC Niederschönhausen             | 1   | 1924-1925                                  |
| Berliner SC Corso 99             | 1   | 1927-1928                                  |
| Charlottenburger FC Concordia 01 | 1   | 1927-1928                                  |
| Post SV Berlin                   | 1   | 1932-1933                                  |
| VfB 1916 Hermsdorf               | 1   | 1932-1933                                  |
| Spandauer BC 06                  | 1   | 1932-1933                                  |
| SpVgg BEWAG Berlin               | 1   | 1932-1933                                  |

1911/12 · 1912/13 · 1913/14 · 1914/15 · 1915/16 · 1916/17 · 1917/18 · 1918/19 · 1919/20 · 1920/21 · 1921/22 · 1922/23 · 1923/24 · 1924/25 · 1925/26 · 1926/27 · 1927/28 · 1928/29 · 1929/30 · 1930/31 · 1931/32 · 1932/33